# Smålands runinskrifter 3 M
Sm 3 är en runsten som står på Aringsås kyrkogård, Alvesta  i Småland.
Enligt uppgift stod stenen ursprungligen på ett gravfält men flyttades till nuvarande plats i slutet av 1700-talet. Troligen höggs G med ett inneslutet A in på stenen i samband med flytten. Om GA står för Gustav IV Adolf skedde detta tidigast 1792 då han blev kung. Stenen är troligen skapad på medeltiden eller senare.

## Inskriften
Inskriften har ingen språklig innebörd och består av runor och runliknande tecken, varav vissa påminner om senare medeltida runor som brukades på runstavar.